# Ricky Hunley
Ricky Cardell Hunley (Petersburg, 11 novembre 1961) è un ex giocatore di football americano e allenatore di football americano statunitense che ha militato nel ruolo di linebacker nella National Football League (NFL).

## Carriera da giocatore
Al college Hunley giocò a football ad Arizona, venendo premiato per due volte come All-American. Fu scelto come settimo assoluto nel Draft NFL 1984 dai Cincinnati Bengals ma non avendo trovato un accordo contrattuale fu scambiato con i Denver Broncos. Rimase con questi ultimi fino al 1987, raggiungendo due Super Bowl consecutivi, entrambi perduti. In seguito giocò con i Phoenix Cardinals (1988) e con i Los Angeles Raiders (1989-1990).
Nel 1998 Hunley divenne il primo giocatore dell'Università dell'Arizona a essere introdotto nella College Football Hall of Fame.

## Palmarès

### Franchigia
- American Football Conference Championship: 2

Denver Broncos: 1986, 1987

### Individuale
- Numero 89 ritirato dagli Arizona Wildcats
- College Football Hall of Fame.